# Hugo Chanoch Fuchs
Hugo Chanoch Fuchs (geboren am 3. Januar 1878 in Stadtlengsfeld, Sachsen-Weimar; gestorben am 7. Oktober 1949 in Córdoba (Argentinien)) war ein deutscher Rabbiner und jüdischer Historiker.

## Leben

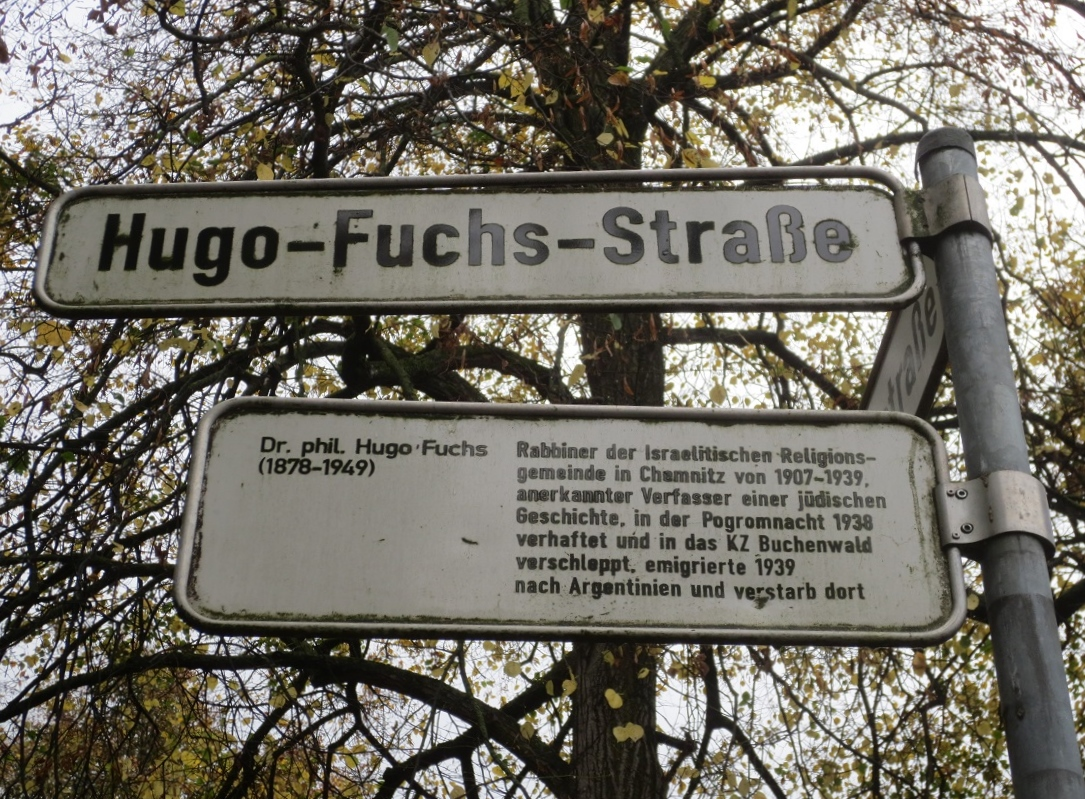
Nach Hugo Fuchs wurde eine Straße im Chemnitzer Stadtteil Kapellenberg benannt.

Hugo Chanoch Fuchs war der Sohn des Volksschullehrers Sandel Fuchs und seiner Ehefrau Jeanette, geb. Goldschmidt. 1896 bestand er das Abitur am Gymnasium in Braunschweig, danach erhielt er Talmudunterricht in Halberstadt.
Nach einem Geschichts- und Philologiestudium an den Universitäten in Göttingen und Berlin wurde Fuchs 1907 in Leipzig zum Dr. phil. promoviert Von 1897 bis 1900 besuchte er das Rabbinerseminar und von 1901 bis 1904 die Lehranstalt für die Wissenschaft des Judentums in Berlin und war nach seiner Ordination von 1907 bis 1938 Rabbiner der Israelitischen Religionsgemeinschaft in Chemnitz. Im Ersten Weltkrieg war er Seelsorger im Kriegsgefangenen-Lazarett Ebersdorf bei Chemnitz. Er war 1917 Mitbegründer und anfangs Leiter einer Talmud-Tora-Schule in Chemnitz. Er war Mitglied der sächsischen Rabbinervereinigung. 1912 war er Mitunterzeichner der „Richtlinien zu einem Programm für das liberale Judentum“. Er war seit zeitweise Vorsitzender der Zentralstelle für jüdische Wohlfahrtspflege in Chemnitz und engagierte sich im Central-Verein deutscher Staatsbürger jüdischen Glaubens und dem Palästina-Grundfonds Keren Hajessod. 1929/30 war er Präsident der Loge „Saxonia“ im B’nai B’rith.
Hugo Henoch Fuchs war verheiratet mit Rahel Philipps (1880–1938). Sie war Gründerin und Vorsitzende des Jüdischen Frauenbundes, Ortsgruppe Chemnitz, Leiterin des jüdischen Kindergartens, der jüdischen Bahnhofsmission und der Tuberkulosefürsorge und Präsidentin der Schwestern-Vereinigung der Saxonia-Loge. Gemeinsam waren sie in städtischen Wohlfahrtsorganisationen tätig.
Nach der Reichspogromnacht am 9./10. November 1938, in der auch die Chemnitzer Synagoge zerstört wurde, wurde Fuchs verhaftet und kam in ein Konzentrationslager.
1939 erhielt er die Erlaubnis zur Ausreise und emigrierte nach Buenos Aires. Hier war er bis zu seinem Tode Rabbiner der deutsch-jüdischen Flüchtlingsgemeinde. Sein Sohn Theodor (Teodoro Fuchs), der bereits seit März 1938 mit seiner Frau Liselotte in Argentinien lebte und ihm die Ausreise ermöglicht hatte, war als Dirigent und Musikpädagoge bekannt. Sein zweiter Sohn, Nathan Walter (gestorben 1998), lebte von 1934 bis 1958 in Palästina/Israel. Er wurde 1940 Soldat in der British Army und kehrte 1958 nach Deutschland (Westberlin) zurück.
In zweiter Ehe war Fuchs mit Else Flieg verheiratet, deren Sohn Helmut aus erster Ehe unter dem Namen Stefan Heym als Schriftsteller bekannt wurde.
Fuchs veröffentlichte neben Aufsätzen und Beiträgen für das Jüdische Lexikon mehrere Monographien. Sein wichtigstes Werk war das Lehrbuch der jüdischen Geschichte, das zwischen 1922 und 1936 (ab der zweiten Auflage unter dem Titel Jüdische Geschichte) in sechs Auflagen in Frankfurt am Main erschien.
In Chemnitz ist eine Straße nach ihm benannt und am 30. August 2018 wurde ein Stolperstein vor dem Haus Agricolastraße 15 für ihn verlegt.

## Werke
- Pesiq, ein Glossenzeichen. In: M. Altschüler: (Hrsg.): Vierteljahrsschrift für Bibelkunde. Talmudische und patristische Studien. 3. Jg. (1907), H. 1, H. Fleischmann, Breslau, ZDB-ID 547939-3 (zugleich: Inaugural-Dissertation, Universität Leipzig, 1906);
  - Separat-Abdruck bei Lumen, Leipzig/Wien 1908, OCLC 457462946, urn:nbn:de:hebis:30:1-114138 (ub.uni-frankfurt.de [PDF; 67,8 MB] – Text deutsch und teilw. hebräisch).
- Religions-Judentum. J. C. F. Pickenham & Sohn, Chemnitz 1919, OCLC 970847161 (anonym)[3].
- Gyges – die Judenheit. Gustav Engel, Leipzig 1921, OCLC 234357679, urn:nbn:de:hebis:30-180014435009 (ub.uni-frankfurt.de [PDF; 12,5 MB]).
- Lehrbuch der jüdischen Geschichte. Sechs Auflagen: Frankfurt am Main 1922–1936;
  - unter dem Titel Jüdische Geschichte. 6., verb. Auflage. J. Kauffmann, Frankfurt am Main 1936, DNB 992383757, urn:nbn:de:101:1-201310015833.